# Брыков (Ровненская область)
Бры́ков (укр. Бриків) — село в Корецкой городской общине Ровненского района Ровненской области Украины.
До 2020 года входило в Корецкий район.
Население по переписи 2001 года составляло 466 человек. Почтовый индекс — 34743. Телефонный код — 3651.